# Masinisa
Masinisa, Masnsen o Massan (en amazig: ⵎⵙⵏⵙⵏ MSNSN; en líbico antiguo: ⵎⴵⵏⴵⵏ)(c. 238 a. C.-c. 148 a. C.) fue el primer rey de Numidia, con capital en Cirta, hoy Constantina (Argelia). Rigió sobre su propia tribu, los masilios, y la de los masesilos, originalmente liderados por el procartaginés Sifax. Comenzó como jefe tribal de los bereberes, sucediendo a su padre Gaia. Aliado de Cartago, junto al general Asdrúbal Giscón derrotó al númida Sifax cuando contaba tan solo 17 años (213 a. C. o 212 a. C.). Luchó como aliado de Cartago en Hispania, dirigiendo a sus jinetes númidas y finalmente liderando una exitosa campaña de guerrilla contra los romanos. Más tarde se situó al lado de Roma y permaneció en alianza con ella hasta su muerte.

## Biografía

### Vuelta a Numidia
Tras regresar a su reino, sostuvo varias guerras civiles contra los régulos Sifax, Lacumazes y Mazetulo. Derrotado por Sifax, fue perseguido por uno de los generales de este, Búcar, pero reunió un nuevo ejército. En una nueva batalla, el hijo de Sifax, Vermina, decidió la batalla a favor de su padre.
Exiliado por un tiempo, alrededor del 206 a. C. comenzó a cooperar con los romanos (según parece conocía personalmente a Cayo Lelio, comandante de caballería de Escipión el Africano), luchando a su lado en la batalla de Zama (cercana a la ciudad actual de Maktar, Túnez). Durante la batalla, mientras la infantería cartaginesa se enfrentaba con relativo éxito a las legiones romanas bajo el mando de Escipión el Africano, la caballería de Masinisa había abandonado la batalla en persecución de la cartaginesa. Tras su regreso, los romanos consiguieron derrotar a los veteranos y levas dirigidas por Aníbal.

### Rey de Numidia

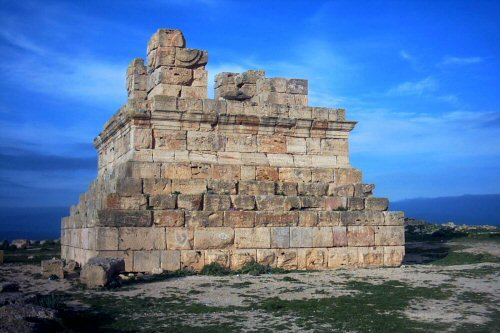
Tumba de Masinisa, cerca de Constantina (Argelia).

Roma respaldó su recién fundado reino de Numidia, al oeste de Cartago. Esto convenía a los intereses latinos, dado que sus nuevos vecinos traerían más problemas a Cartago.
A lo largo de su vida, Masinisa extendió el reino en colaboración con Roma. Trató especialmente de acercar Numidia a los reinos helenísticos de la época: promovió la agricultura y el comercio entre las tribus seminómadas, acuñó moneda, mandó construir edificaciones al estilo griego y tendió puentes diplomáticos con las culturas del Mediterráneo, llegando a enviar a su hijo Mastanábal a competir en las carreras de carros de los Juegos Panatenaicos. En agradecimiento por es estatuas de Masinisa se erigieron en la isla de Delos, una de ellas a cargo de la propia ciudad de Atenas. También adoptó la alta cultura cartaginense, adoptando instituciones idénticas e implantando el púnico como idioma de la corte.
También prestó ayuda a Roma en forma de grano y tropas, sobre todo caballería, que Roma siempre necesitaba. Sus jinetes verían acción en la tercera guerra macedónica, los conflictos contra los ligures en el mismo año y la guerra romano-siria, donde también dotó de elefantes al bando romano.

### Guerra contra Cartago
Hacia el final de su reinado, en la década de 150 a. C. el expansionismo de Masinisa le hizo entrar en conflicto con Cartago, a cuyos gobernantes provocó para que le declarasen la guerra y tuviese una excusa para destruirles. Alrededor de este período, Apiano recoge la noticia de que combatientes iberos atacaron Numidia, rodeando a uno de los hijos de Masinisa y obligando al viejo rey a acudir en su rescate. Algunos autores creen haber identificado a estas fuerzas como el ejército lusitano de Cauceno, llegado a África en 153 a. C., que podría haber actuado secretamente en favor de Cartago. En efecto, los cartagineses aprovecharían para saquear y provocar revueltas en las tierras de Masinisa, sólo interrumpiéndose con la llegada de emisarios romanos que, naturalmente, favorecieron a su aliado númida.
En cualquier caso, tras la derrota de Cauceno y una represalia por parte de Masinisa, los púnicos, tratando de ceñirse al tratado firmado tras la segunda guerra púnica que les prohibía declarar guerras, elevaron una queja a Roma. Sin embargo, los términos propuestos por la embajada no les resultaron aceptables, de modo que, airados por la ya manifiesta parcialidad de los romanos, y viendo a los númidas saquear decenas de ciudades en las fronteras sur y oeste de Cartago, los cartagineses rompieron finalmente el pacto y declararon la llamada Guerra de Masinisa. En 151 a. C. Masinisa derrotó a los cartagineses en la batalla de Oroscopa con la presencia de Escipión Emiliano, que había llegado a Numidia para solicitar refuerzos para Lucio Licinio Lúculo en la segunda guerra celtíbera. Con la ruptura del pacto, un ejército romano comandado por Manio Manilio y Lucio Calpurnio Pisón llegó a África, dando comienzo a la tercera y última guerra púnica.
El retorno a África obedecía a las dudas que Roma albergaba acerca de las auténticas lealtades de Masinisa, alimentadas por el detalle de que uno de los principales artífices de la defensa de Cartago, Asdrúbal (no confundir con su oponente político Asdrúbal el Beotarca), era a sazón nieto del anciano rey. Entreviéndose intenciones númidas de apoderarse de la urbe púnica para sus propios intereses, ha llegado a proponerse que Roma promovió la total destrucción de Cartago con el fin de que Masinisa no la capturara y se adueñara así de su red de comercio mediterráneo. Naturalmente, la intervención romana agravió a Masinisa, que vería cómo Roma venía arrebatarle los frutos de sus ambiciones, pero mantuvo su alianza con ellos antes de su fallecimiento al año siguiente.

### Muerte
Los textos indican que Masinissa vivió hasta los 90 años con envidiable salud, teniendo su último hijo a los 86, y aparentemente siendo aún capaz de cabalgar y dirigir personalmente a sus ejércitos a su muerte. Dejó tras de sí 44 hijos con su harén, siendo los principales Micipsa, Gulusa y Mastanábal, así como el ilegítimo Masugrada, y varias hijas, entre ellas la madre del mencionado Asdrúbal. Su reino fue dividido entre los tres primeros.